# Anne Blouin
Pour l’article homonyme, voir Blouin.
Anne Blouin (née le 14 septembre 1946) est une adjointe exécutive et femme politique fédérale du Québec.

## Biographie
Née à Sainte-Anne-de-Beaupré dans la région de la Capitale-Nationale, elle devient députée du Parti progressiste-conservateur du Canada dans la circonscription fédérale de Montmorency—Orléans en 1984. Elle ne se représenta pas en 1988.